# Provincia di Ennedi Est
La provincia di Ennedi Est è una delle province del Ciad.  Il capoluogo è Amdjarass. È stata istituita nel settembre 2012 dallo smembramento della precedente regione di Ennedi.

## Suddivisione amministrativa
La provincia è divisa nei seguenti dipartimenti:
| Dipartimento | Capoluogo | Comuni                              |
| ------------ | --------- | ----------------------------------- |
| Amdjarass    | Amdjarass | Amdjarass, Djouna, Birdouani        |
| Wadi Hawar   | Bahaï     | Bahaï, Kariari                      |
| Itou         | Itou      | Itou, Nohi, Marri, Bachikele, Menou |
| Bao          | Bao       | Bao, Moudougouni, Gaour             |
| Mourdi       | Djouna    | Djouna, Aouli, Bao-Katchoudan, Oura |